# Oregoni Foglalkozás-egészségügyi Tudományos Intézet
Az Oregoni Foglalkozás-egészségügyi Tudományos Intézet tudományos kutatóintézet az Oregoni Egészségtudományi Egyetem campusán az Amerikai Egyesült Államok Oregon államában. Célja az állami munkavállalók és családjaik egészségének megőrzése és javítása aktív éveik alatt és nyugdíjba vonulásuk idején.
Alapítója Peter Spencer, igazgatója 2013 óta Steven Shea alváskutató.

## Története
Az intézetet a törvényhozás 2290. számú jogszabálya 1985-ben hozta létre Foglalkozásügyi Betegségkutató Központ néven, amelyet az állami kártérítési alapból finanszíroztak. 1989-ben Munkahelyi és Környezeti Toxikológiai Központtá nevezték át, mai nevét pedig 2014-ben vette fel. A kutatási támogatásokkal finanszírozása megduplázódott.

## Oktatás
Az intézet a nyilvánosság, valamint a szakemberek számára egy toxikológiai információs központot tart fenn. Legismertebb akciójuk során egy portlandi fodrászat ellenőrzése során jelöletlen formaldehid-tartalmú készítményt találtak, minek hatására országos és nemzetközi szinten is figyelmeztetéseket adtak ki.

## Kutatás
Az intézet három területen végez kutatásokat:
- Teljes munkavállalói egészség[7][8]
- A kitettség következményei és megelőzése[9][10]
- Műszakos alvászavar[11][12]

Itt található a Nemzeti Munkahely-biztonsági és -egészségügyi Intézet kiválóságközpontjaként nyilvántartott Oregoni Munkaerő-egészségügyi Központ, továbbá a munkahelyi halálesetek megelőzésével foglalkozó centrum is.

## Fordítás
- Ez a szócikk részben vagy egészben  az   Oregon Institute of Occupational Health Sciences című angol Wikipédia-szócikk ezen változatának fordításán alapul.  Az eredeti cikk szerkesztőit annak laptörténete sorolja fel. Ez a jelzés csupán a megfogalmazás eredetét és a szerzői jogokat jelzi, nem szolgál a cikkben szereplő információk forrásmegjelöléseként.